# John Workman
John Elbert Workman Jr. (né le 20 juin 1950 à Beckley) est un lettreur de bande dessinée américain.

## Biographie
John Workman naît le 20 juin 1950 à Aberdeen dans l'état de Washington. Après des études au Grays Harbor College et au Clark College, il commence à travailler dans la publicité. Il cesse vite cette activité et préfère créer des bandes-dessinées : Sindy et Fallen Angels. En 1974, il travaille sur Star Reach et attire l'attention des responsables de DC Comics qui l'engagent au département de la production. À partir de 1977, il est directeur artistique pour Heavy Metal. Dans ce magazine il enchaîne les tâches et peut aussi bien écrire, dessiner, lettrer, colorer ou éditer des histoires. Il travaille là jusqu'en 1984. Par la suite il écrit des scénarios ou dessine pour de nombreux éditeurs dont Marvel Comics et DC Comics. Il est de plus un lettreur reconnu et travaille souvent avec Walt Simonson. Cela lui vaut plusieurs récompenses dont trois prix Harvey.

## Prix et récompenses
- 2009 : Prix Harvey du meilleur lettreur pour 1985 : Visiteurs
- 2011 : Prix Harvey du meilleur lettreur pour Thor
- 2016 : Prix Harvey du meilleur lettreur pour Ragnarök